# Aeroporto de São José do Rio Preto
Luchthaven Eribelto Manoel Reino is de luchthaven van São José do Rio Preto, Brazilië. De luchthaven werd opgericht in 1959 en werd genoemd naar de lokale rechter, accountant, economist en politicus Eribelto Manoel Reino (1941–1987).
De luchthaven wordt uitgebaat door DAESP.

## Bereikbaarheid
De luchthaven bevindt zich op 3 km van het centrum van São José do Rio Preto.